# Маассен, Карл Георг
Карл Георг Маассен (нем. Karl Georg Maaßen; 23 августа 1769, Клеве — 2 ноября 1834, Берлин) — прусский государственный деятель.
По образованию юрист, с 1818 года служил генеральным директором прусского податного управления, а после смерти Мотца, предложившего его в свои преемники, стал министром финансов. Много сделал для реализации Германского таможенного союза.